# Kommodian
Kommodian (łac. Commodianus) – wczesnochrześcijański apologeta, moralista i poeta żyjący w Afryce Prokonsularnej w V wieku naszej ery.

## Życie
Jako jałmużnik Chrystusa (łac. mendicus Christi) zarządzał kasą kościelną bliżej nie określonej gminy chrześcijańskiej, ale żadnych wysokich godności w hierarchii kościelnej nie piastował. Znajomość świeckiej literatury łacińskiej zawdzięczał przypuszczalnie nauce w jakiejś szkole gramatycznej – a może nawet retorycznej – natomiast studia biblijne prowadził zupełnie samodzielnie. Stając się z poganina chrześcijaninem i płomiennym głosicielem nowej wiary postąpił tak, jak afrykańscy intelektualiści tamtych czasów: Tertulian, Cyprian, Laktancjusz, a przede wszystkim Augustyn.
Wywodził się – jak sam przyznaje – z niskich warstw społecznych, jeśli dosłownie rozumieć brutalną antynomię, że wydobyty został z rynsztoka ("Justus ego non sum, fratres, de cloaca levatus"). W rzeczy samej nic nie wiadomo o stanie majątkowym jego rodziców. Prawdopodobnie jednak rację miał Gennadiusz, według którego ubóstwo Kommodiana było sprawą osobistego wyboru, nie zaś pochodzenia, czy przynależności do określonej warstwy społecznej.
Niewiele można powiedzieć o jego wykształceniu i tylko na podstawie analizy literackiej jego utworów można wyrobić sobie zdanie w tym zakresie. Z pewnością – czego dowodzą jego utwory – znał nie tylko literaturę klasyczną, nie tylko Stary i Nowy Testament, ale również patrologię grecką z obszaru Kapadocji i łacińską z obszaru Afryki. Czytał najnowsze dzieła dotyczące historii Kościoła, zwłaszcza Orozjusza, urodzonego około roku 390 w Hiszpanii, ale działającego następnie w Afryce.

## Twórczość
Zachowany dorobek poetycki Kommodiana, wydany drukiem w roku 1887 w Wiedniu jako Commodiani Carmina, obejmuje 2318 heksametrów, z czego 1258 przypada na Instructiones, a 1060 na Carmen Apologeticum. Instructiones zebrane zostały w dwóch księgach. Pisane są w akrostychach, które – z wyjątkiem tak zwanych carmina abacedaria, czytane od góry do dołu, a raz odwrotnie (II, 39), podają tytuł względnie myśl przewodnią utworu.
Carmen Apologeticum napisana została w stylu poematu epickiego, osnutego na wydarzeniach biblijnych od zbrodni Kaina, aż po zwycięski marsz chrześcijan pod wodzą samego Jezusa. Nakładają się na nie najnowsze wydarzenia z historii imperium, jak krótkotrwały pryncypat Juliana Apostaty, czy zdobycie Rzymu przez Alaryka w roku 410, co jest ostatecznym dowodem na to, że Kommodian żył i działał w V wieku.

### Recepcja
Pod koniec V wieku historyk Kościoła Gennadiusz zamieścił w swym dziele De viris illustribus krótką notę biograficzną zawierającą niezbyt pochlebną charakterystykę twórczości Kommodiana. Podaje, że Kommodian studiując literaturę świecką natknął się przypadkiem na dzieła pisarzy chrześcijańskiej, zaś lektura Pisma świętego spowodowała jego nawrócenie. Przyjąwszy wiarę chrześcijańską zaczął pisać utwory wymierzone przeciwko pogaństwu, aby choć po części – jak sam przyznaje – odwdzięczyć się Bogu za to, że go ocalił od błędu i zguby. Ale – jak pisze Gennadiusz – zamiast przysporzyć Kościołowi korzyści, raczej zaszkodził pod względem doktrynalnym. Z tego być może powodu papież Gelazjusz Afrykańczyk zaliczył prace Kommodiana do apokryfów.